# Skeleton
Skeleton je zimski šport u kojemu je cilj prijeći zadanu zaleđenu stazu na propisanim sanjkama u što kraćem vremenu. Pri vožnji skeletona natjecatelj je u položaju glavom prema naprijed, potrbuške na sanjkama. Ovaj sport se od sanjkanja razlikuje upravo po položaju tijela, jer kod sanjkanja je položaj nogama prema naprijed, sjedeći ili ležeći na leđima.
Danas se prakticiraju samo dvije discipline toga sporta: muški pojedinačno i žene pojedinačno. Pravila su jednostavna: natjecatelj na kratkoj zaletnoj stazi ubrza sanjke gurajući ih trčeći, legne na njih te zatim samo pokretima tijela upravlja smjerom vožnje.
Kao jedan od najstarijih sportova toga tipa skeleton je bio u programu Zimskih olimpijskih igara na Igrama u St. Moritzu u dvama navratima: na Igrama 1928. i Igrama 1948., da bi ga kasnije istisnuli popularniji bob i sanjkanje. Na ZOI se skeleton vratio na Igrama u Salt Lake Cityju 2002. i od tada je standardno u programu.

## Vanjske poveznice
- Federation Internationale de Bobsleigh et de Toboganning (FIBT) - Međunarodna federacija za bob, skeleton i sanjkanje